# Iwan Griszmanow
Iwan Aleksandrowicz Griszmanow (ros. Иван Александрович Гришманов, ur. 4 października?/17 października 1906 we wsi Tatarinowo w guberni twerskiej, zm. 4 stycznia 1979 w Moskwie) – radziecki polityk, minister przemysłu materiałów budowlanych ZSRR (1965–1979), Bohater Pracy Socjalistycznej (1976).

## Życiorys
Od 1929 w WKP(b), w 1936 ukończył Leningradzki Instytut Inżynierów Budownictwa Komunalnego, pracował w organizacjach budowlanych w Leningradzie m.in. jako główny inżynier. Od 1944 zarządca trustu "Pskowstroj", później kierował trustami budowlanymi w Leningradzie i Kirowie, od czerwca 1949 do października 1951 przewodniczący komitetu rejonowego w Leningradzie, w latach 1951–1955 I zastępca przewodniczącego Komitetu Wykonawczego Rady Miejskiej Leningradu. Od 1955 w Moskwie, gdzie został zastępcą kierownika, a od stycznia 1956 do stycznia 1961 był kierownikiem Wydziału Budownictwa KC KPZR. Od 26 stycznia 1961 do 24 listopada 1962 przewodniczący Państwowego Komitetu Rady Ministrów ZSRR ds. Budownictwa, od stycznia 1963 do października 1965 przewodniczący Państwowego Komitetu ds. Przemysłu Materiałów Budowlanych – minister ZSRR, od 2 października 1965 do śmierci minister przemysłu materiałów budowlanych ZSRR. Deputowany do Rady Najwyższej ZSRR od 6 do 9 kadencji, od 31 października 1961 do śmierci członek KC KPZR. Pochowany na Cmentarzu Nowodziewiczym.

## Odznaczenia
- Medal Sierp i Młot Bohatera Pracy Socjalistycznej (15 października 1976)
- Order Lenina (trzykrotnie)
- Order Rewolucji Październikowej
- Order Czerwonego Sztandaru Pracy
- Order „Znak Honoru”

I medale.